# Vangueria senegalensis
Vangueria senegalensis là một loài thực vật có hoa trong họ Thiến thảo. Loài này được Benth. & Hook.f. ex Hiern miêu tả khoa học đầu tiên năm 1877.